# Laamu
Haddhunmathi mit der Thaana-Kurzbezeichnung ލ (Laamu), ist ein Verwaltungsatoll (Distrikt) im Süden der östlichen Atollkette der Malediven.
Es umfasst das Gebiet des gesamten Haddhunmathi-Atolls, das 12 dauerhaft bewohnte Inseln hat. Insgesamt hat der Distrikt 75 Inseln und 2006 etwa 11.990 Einwohner.
Der Verwaltungshauptort Fonadhoo liegt auf der gleichnamigen Insel im Südosten des Atolls.